# Weegee
Arthur (Usher) Fellig, känd under pseudonymen Weegee, född 12 juni 1899 i Złoczów, död 26 december 1968 i New York, var en fotograf som gjorde sig känd på 1930- och 1940-talet för sina bilder tagna med en Speed Graphic-kamera, på Manhattan, inte sällan fotografier som avbildade brottsplatser.
Fellig föddes i staden Złoczów i Österrike-Ungern. När han var tio år gammal emigrerade familjen till USA, där Fellig bytte namn till Ascher, senare Arthur, för att bättre passa in i sitt nya hemland.
1924 anställdes han som mörkrumstekniker av Acme Newspictures, senare United Press International Photos, men lämnade Acme 1935 för att bli frilansfotograf.
Weegee beskrev sin början och sa: 
"I mitt specifika fall väntade jag inte tills någon gav mig ett jobb, jag skapade ett jobb åt mig själv – frilansfotograf" 
1938 blev Weegee den enda frilansande tidningsfotografen i New York som hade tillstånd att ha en portabel kortvågsradio med polisband. Weegee arbetade mest på natten; han lyssnade på polisradion och var ofta först på platsen. Bilderna sålde han till olika tidningar, Herald Tribune, World-Telegram, Daily News, New York Post, New York Journal American och Sun. 
| ”         | I have no inhibitions, and neither has my camera. | „ |
| – Weegee. |                                                   |   |

Fem av hans fotografier köptes av Museum of Modern Art 1943 och var med i utställning Action Photography. Han var även med i utställningen "50 fotografier av 50 fotografer", en MoMA-show organiserad av fotografen Edward Steichen. Han hade även annons- och redaktionsuppdrag för tidskrifter som Life och Vogue och reste mycket i Europa under tidigt 1960-tal, och arbetade bland annat för London Daily Mirror.
Naked City (1945) var Felligs första bok om sitt fotograferande; filmproducenten Mark Hellinger köpte rättigheterna till titeln och Weegees estetik la grunden för Hellingers film med samma namn.
1957, efter att ha utvecklat diabetes, flyttade han in hos Wilma Wilcox, en socialarbetare som han lärde känna på 1940-talet, hon förvaltade efter hans död hans fotografiska livsverk.

## Galleri

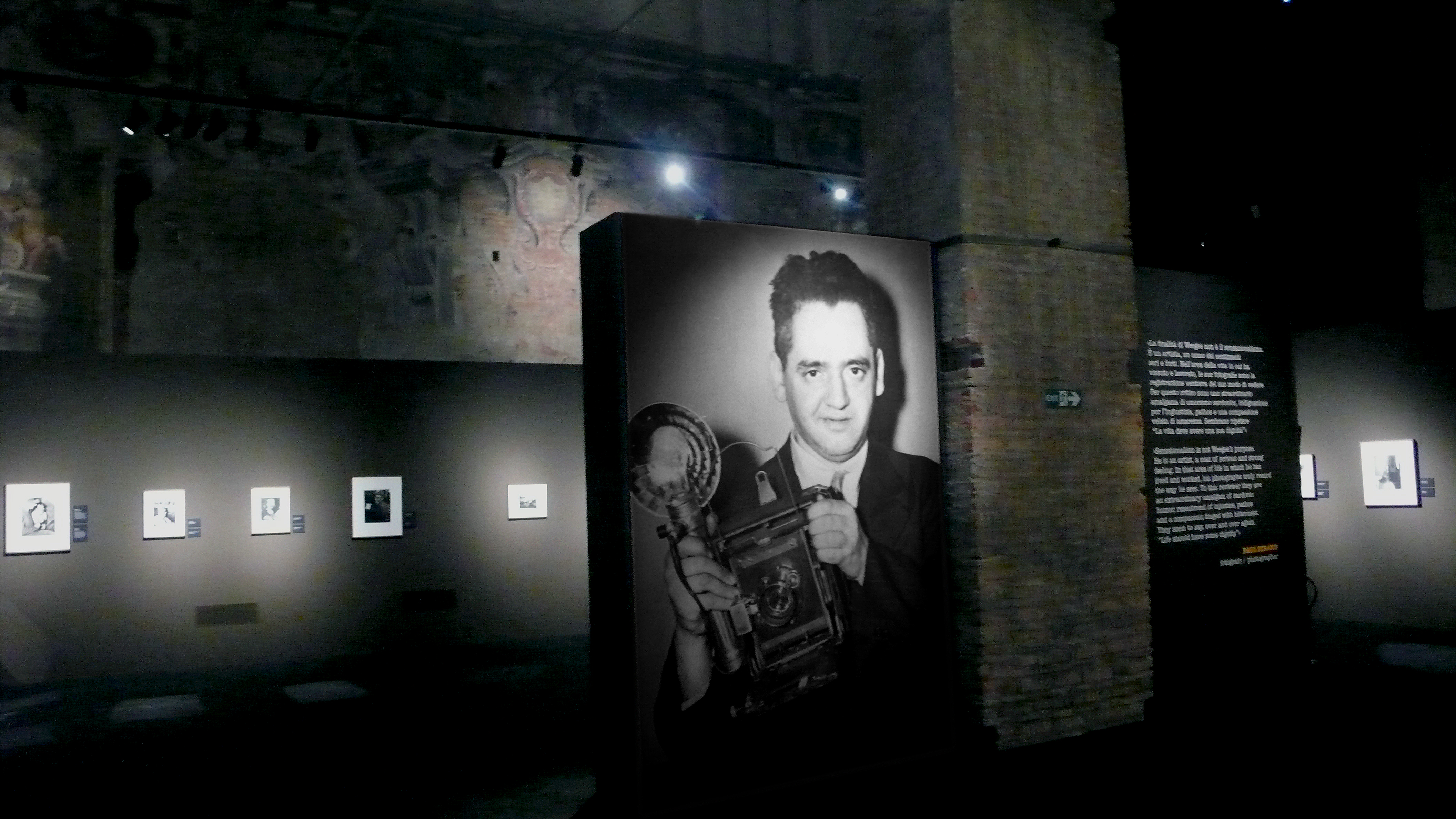
En utställning med WeeGee i Milano 2008
Weegees bildstämpel.